# ヤンバルツルハッカ

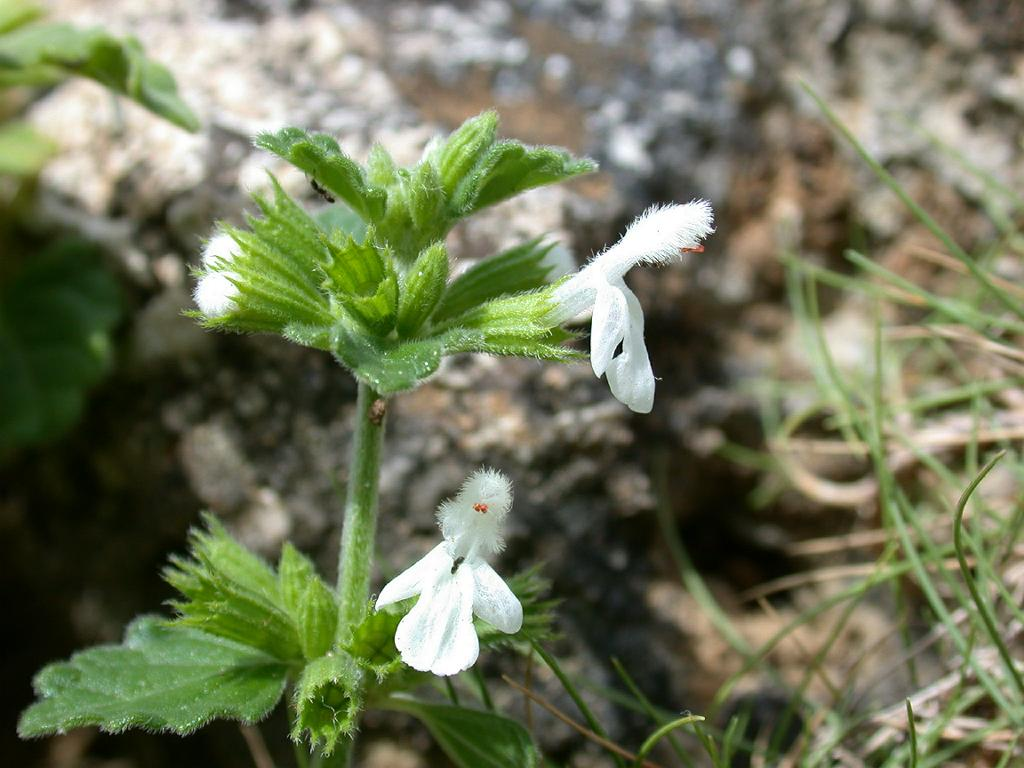
花

ヤンバルツルハッカ （山原蔓薄荷、Leucas mollissima var. chinensis）は、シソ科ヤンバルツルハッカ属に属する植物。やや這い、白い花をつける。別名ヤンバルクルマバナ。

## 特徴
多年生草本で、全体に白い柔毛を密生する。茎は基部近くで分枝して先端に向けて散開、または匍匐して長さ20-60cmになる。茎の断面は四角形で径1-2mm。
葉はやや厚みがあり、卵形から卵円形で長さ1-3.5cmで先端は丸いかやや尖り、基部は広いくさび形。左右に3-5個の先端が尖った丸い鋸歯があり、2-3の側脈があって細脈ははっきりしない。
花は葉腋ごとに輪生に生じ、互いに離れる。一つの輪生花序に花は2-8個含まれる。苞は線形でごく小さく、花には柄がほとんど無い。萼筒は狭い円筒状釣鐘形で長さ4-5mm、10脈あって歯片も10。花冠は白くて長さ約1cm、白い柔毛を密生する。

## 分布
トカラ列島以南の南西諸島に産し、国外では台湾と南中国からも知られる。

## 生育環境
日当たりの良い原野や道ばたに生える。